# Cantó d'Argenton-sur-Creuse
El cantó d'Argenton-sur-Creuse és un cantó francès del departament de l'Indre, situat al districte de Châteauroux. Té 11 municipis i el cap és Argenton-sur-Creuse.

## Municipis
- Argenton-sur-Creuse
- Bouesse
- Celon
- Chasseneuil
- Chavin
- Le Menoux
- Mosnay
- Le Pêchereau
- Le Pont-Chrétien-Chabenet
- Saint-Marcel
- Tendu

## Història
| Data d'elecció                           | Identitat      | Partit                     | Qualitat |
| ---------------------------------------- | -------------- | -------------------------- | -------- |
| 1945-1949                                | M. Ferrant     | SFIO                       |          |
| 1949-19..                                | M. Dupuis      | Divers Gauche, després MRP |          |
| 19..-1973                                | Jean Frappat   | radical                    |          |
| 1973-1983                                | René Touzet    | MRG, després UDF           |          |
| 1983-1988                                | André Advenier | UDF                        |          |
| 1988-2004                                | Michel Sapin   | PS                         |          |
| 2004-2012                                | Jean Roy       | Divers droite              |          |
| 2012-                                    | Martine Vert   | Divers droite              |          |
| les dades anteriors no són pas conegudes |                |                            |          |
|                                          |                |                            |          |

## Demografia
| A partir de 1990: Població sense dobles comptes |